# Valle Gran Rey
Valle Gran Rey es un municipio perteneciente a la provincia de Santa Cruz de Tenerife, en la isla de La Gomera (Canarias, España). Es el segundo municipio más poblado de la isla, tras San Sebastián de La Gomera, la capital insular. El rey al que se refiere el nombre del municipio es Hupalupa, rey de los gomeros en 1488.

## Geografía
Está situado en el oeste de la isla, limitando con el municipio de Vallehermoso.
Tiene una extensión de 32,36 km².
La altitud de la capital municipal es de unos 50 metros sobre el nivel del mar, alcanzando el término una altitud máxima de 1225 m s. n. m. en la cumbre central de la isla.
Su casco urbano se divide principalmente en dos núcleos principales: El Valle Alto (con núcleos poblacionales como: Los Granados, El Hornillo, La Vizcaína o El Retamal) y el Valle Bajo (con núcleos poblacionales como: La Calera, Borbalán, Vueltas o La Playa).

### Playas
- Charco del Conde
- La Puntilla
- La Playa de La Calera
- Playa del Inglés
- Vueltas
- Callao de la Moza
- Charco de La Condesa
- Playa de Güariñen

### Clima
| Parámetros climáticos promedio de La Calera (1982-2012) | Parámetros climáticos promedio de La Calera (1982-2012) | Parámetros climáticos promedio de La Calera (1982-2012) | Parámetros climáticos promedio de La Calera (1982-2012) | Parámetros climáticos promedio de La Calera (1982-2012) | Parámetros climáticos promedio de La Calera (1982-2012) | Parámetros climáticos promedio de La Calera (1982-2012) | Parámetros climáticos promedio de La Calera (1982-2012) | Parámetros climáticos promedio de La Calera (1982-2012) | Parámetros climáticos promedio de La Calera (1982-2012) | Parámetros climáticos promedio de La Calera (1982-2012) | Parámetros climáticos promedio de La Calera (1982-2012) | Parámetros climáticos promedio de La Calera (1982-2012) | Parámetros climáticos promedio de La Calera (1982-2012) |
| Mes                                                     | Ene.                                                    | Feb.                                                    | Mar.                                                    | Abr.                                                    | May.                                                    | Jun.                                                    | Jul.                                                    | Ago.                                                    | Sep.                                                    | Oct.                                                    | Nov.                                                    | Dic.                                                    | Anual                                                   |
| ------------------------------------------------------- | ------------------------------------------------------- | ------------------------------------------------------- | ------------------------------------------------------- | ------------------------------------------------------- | ------------------------------------------------------- | ------------------------------------------------------- | ------------------------------------------------------- | ------------------------------------------------------- | ------------------------------------------------------- | ------------------------------------------------------- | ------------------------------------------------------- | ------------------------------------------------------- | ------------------------------------------------------- |
| Temp. máx. media (°C)                                   | 19.2                                                    | 19.4                                                    | 20.5                                                    | 21.0                                                    | 22.2                                                    | 24.2                                                    | 26.6                                                    | 27.9                                                    | 26.4                                                    | 24.8                                                    | 22.0                                                    | 20.1                                                    | 22.9                                                    |
| Temp. media (°C)                                        | 16.1                                                    | 16.3                                                    | 17.1                                                    | 17.5                                                    | 18.7                                                    | 20.6                                                    | 22.8                                                    | 23.8                                                    | 22.9                                                    | 21.3                                                    | 19.0                                                    | 17.0                                                    | 19.4                                                    |
| Temp. mín. media (°C)                                   | 13.0                                                    | 13.2                                                    | 13.7                                                    | 14.1                                                    | 15.2                                                    | 17.1                                                    | 19.1                                                    | 19.7                                                    | 19.5                                                    | 17.9                                                    | 16.0                                                    | 14.0                                                    | 16                                                      |
| Precipitación total (mm)                                | 50                                                      | 39                                                      | 32                                                      | 15                                                      | 7                                                       | 2                                                       | 0                                                       | 1                                                       | 7                                                       | 32                                                      | 61                                                      | 68                                                      | 314                                                     |
| Fuente: Climate-data.org                                |                                                         |                                                         |                                                         |                                                         |                                                         |                                                         |                                                         |                                                         |                                                         |                                                         |                                                         |                                                         |                                                         |

### Espacios protegidos
Valle Gran Rey posee superficie de los espacios naturales protegidos del Parque Nacional de Garajonay, del Parque Rural de Valle Gran Rey y del Monumento Natural del Lomo del Carretón. También cuenta con la superficie íntegra de los sitios de interés científico Charco de Cieno y Charco del Conde.

## Demografía
Valle Gran Rey cuenta con una población de 4854 habitantes (INE 2024).
| Gráfica de evolución demográfica de Valle Gran Rey entre 1842 y 2021                                                |
| |
| Población de derecho según los censos de población del INE Población de hecho según los censos de población del INE |

| Nacionalidad | Hombres | Mujeres | Total | %      | Proporción |
| ------------ | ------- | ------- | ----- | ------ | ---------- |
| Española     | 1620    | 1471    | 3091  | 66.1 % |            |
| Extranjera   | 772     | 811     | 1583  | 33.8 % |            |

A 1 de enero de 2014 el municipio poseía una población de 4181 habitantes, siendo el segundo más poblado de la isla, tras San Sebastián de La Gomera, y ocupando el puesto número 39 de la provincia de Santa Cruz de Tenerife. La población relativa era de 129,20 hab./km².
Se trata de un municipio cuya población se encuentra bastante dispersa en numerosos barrios y caseríos que se disponen en su mayor parte a lo largo del barranco que le da nombre y en la plataforma costera. La capital está establecida en el lugar de La Calera desde 1930, antes estuvo en Arure, que daba también nombre antiguamente al municipio. El casco de Valle Gran Rey está formado por un conjunto de núcleos distribuidos por el Valle que da su nombre.

## Economía

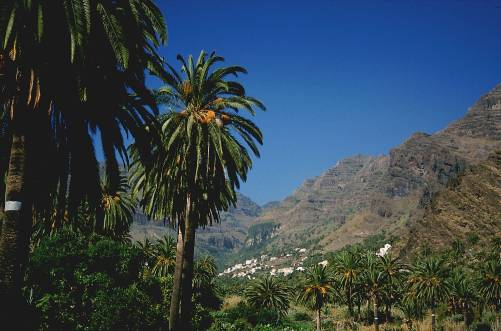
Palmeral en el barrio de Casa de La Seda, Valle Gran Rey

La economía de Valle Gran Rey se basaba hasta los años 70 del siglo XX en la pesca y en la agricultura, especialmente en el cultivo del plátano. A partir de entonces adquirió cierta relevancia como destino turístico alternativo, lo cual propició un cierto desarrollo urbanístico. En la actualidad es a través del sector terciario por donde se obtienen los mayores ingresos, especialmente por medio del turismo procedente sobre todo de Alemania y de las propias islas Canarias.

## Administración y política

### Gobierno municipal
Actualmente el municipio se encuentra gobernado por la Agrupación Socialista Gomera, con Borja Barroso a la cabeza desde 2023.
El Ayuntamiento cuenta con 11 concejales. En la siguiente tabla se muestran los resultados de las elecciones municipales en Valle Gran Rey desde 2007 hasta 2023.
| Partido político | Partido político                          | 2007   | 2011   | 2015   | 2019   | 2023   |
| Partido político | Partido político                          | Ediles | Ediles | Ediles | Ediles | Ediles |
|                  | Coalición Canaria (CC)                    | 7      | 1      | 4      | 0      | 3      |
|                  | Partido Socialista Obrero Español (PSOE)  | 6      | 5      | 2      | 2      | 0      |
|                  | Agrupación Socialista Gomera (ASG)        | —      | —      | 3      | 5      | 6      |
|                  | Partido Popular (PP)                      | 0      | 4      | 0      | 0      | —      |
|                  | Centro Canario Nacionalista (CCN)         | 0      | 0      | —      | —      | —      |
|                  | Nueva Canarias (NC)                       | —      | 3      | 0      | 2      | —      |
|                  | Alternativa Democrática Gomera (ADGOMERA) | —      | —      | 0      | —      | —      |
|                  | Sí Se Puede (SSP)                         | —      | —      | 2      | 2      | —      |
|                  | Iniciativa por La Gomera (IxLG)           | —      | —      | —      | —      | 2      |

### Organización territorial
Se encuentra dividido en trece entidades singulares de población, algunas de las cuales están divididas a su vez en otros núcleos de menor entidad:
| Entidad singular | Núcleos                                                    | Superficie |
| ---------------- | ---------------------------------------------------------- | ---------- |
| Arure            | Acardece Arure                                             | - km²      |
| Borbalán         | Borbalán El Mantillo El Palmar La Palomera                 | - km²      |
| La Calera        | La Calera El Chorro Las Orijamas Las Palmitas El Picacho   | - km²      |
| Casa de la Seda  | Cañada de la Rosa Casa de la Seda El Guro El Puente        | - km²      |
| Los Granados     | Las Sábilas Los Granados Lomo del Moral                    | - km²      |
| Las Hayas        |                                                            | - km²      |
| El Hornillo      | Chelé Higuera del Llano El Hornillo                        | - km²      |
| Lomo del Balo    | Los Descansaderos Lomo del Balo                            | - km²      |
| Charco del Conde | Charco del Conde La Puntilla Piedra de La Garza La Condesa | - km²      |
| El Retamal       |                                                            | - km²      |
| Taguluche        |                                                            | - km²      |
| La Vizcaína      | El Peto Las Viñas La Vizcaína                              | - km²      |
| Vueltas          | Abisinia Lomo de Vueltas La Quema Vueltas                  | - km²      |
| La Playa         | La Playa Lepanto Playa del Inglés                          | - km²      |

## Servicios

### Educación
- CEO Nereida Díaz Abreu, en el Valle Bajo de Valle Gran Rey.
- CEIP El Retamal, en el Valle Alto de Valle Gran Rey.

## Cultura

### Fiestas
Valle Gran Rey
- Nuestra Señora de Los Santos Reyes, en la ermita que lleva su mismo nombre, en el núcleo poblacional de Casa de La Seda, en Valle Gran Rey. Cada 6 de enero es festivo en el municipio.
- San Antonio de Padua, el 13 de junio, en Guadá, El Retamal.
- San Juan Bautista, el 24 de junio.
- San Pedro y San Pablo, celebradas el 29 de junio en el barrio de La Playa.
- Nuestra Señora La Virgen del Carmen, celebradas el 16 de julio en las inmediaciones del muelle de Las Vueltas. Destaca la procesión marítima el día 16 en honor a la Virgen del Carmen, que parte desde el muelle de Las Vueltas hasta el barrio de La Rajita.
- San Miguel Arcángel, el 30 de septiembre, en el barrio de Vueltas.
- Nuestra Señora la Virgen de Fátima, en el barrio de La Playa, el 20 de agosto.

Arure
- Nuestra Señora de Fátima, 13 de mayo.
- Nuestra Señora la Virgen de La Salud y San Buenaventura, 13 y 14 de julio.
- San Salvador y San Nicolás, 15 y 16 de agosto.

Las Hayas
- Nuestra Señora del Coromoto, el primer fin de semana de septiembre.
- San Andrés y Santa Bárbara, siendo el último fin de semana de noviembre.

Taguluche
- Nuestra Señora del Buen Viaje, el último fin de semana del mes de agosto.

## Localidades hermanadas
- Sagua la Grande, Cuba (13 de julio de 1996)
- Steinhagen, Alemania